# Promulgation
La promulgation est, en droit constitutionnel, « la déclaration officielle intervenant après l'élaboration d'une loi qui préside à l'insertion de cet acte dans l'ordre juridique et conditionne son entrée en vigueur sous réserve de la publication à intervenir ».
Il s'agit aussi de « l'acte par lequel le chef de l'État constate que la procédure d'élaboration de la loi a été régulièrement accomplie et qui rend exécutoire, comme loi de l'État, le texte ainsi adopté par le Parlement ou par le peuple ».
Le fait de promulguer une loi est donc de donner l'ordre de l’exécuter dans la teneur où elle a été adoptée après avoir vérifié la régularité de son élaboration.
La promulgation de la loi se différencie de sa publication ou de son édition qui, effectuée après la promulgation, rend le texte opposable : les tribunaux peuvent en sanctionner le manquement.

## Droit par pays

### Belgique
Il existe huit législateurs et huit pouvoirs exécutifs en Belgique, ceux de l'Autorité fédérale, ceux de l'Autorité flamande (communauté exerçant également les compétences de la région), ceux des Communautés française et germanophone, ceux des Régions wallonne et de Bruxelles-Capitale, ceux de la Commission communautaire commune et ceux de la Commission communautaire française.
À tous ces niveaux, la sanction et la promulgation, pourtant conceptuellement différents, se confondent de fait dans un même acte, comme il ressort des formules prescrites, mentionnées ci-dessous.

#### Les lois fédérales
En vertu de l'article 109 de la Constitution coordonnée du 17 février 1994, c'est le Roi qui promulgue les lois.

« Le Roi sanctionne et promulgue les lois. »

Les lois fédérales sont promulguées par une formule sacramentelle en vertu de l'article 3 de la loi du 31 mai 1961 relative à l'emploi des langues en matière législative, à la présentation, à la publication et à l'entrée en vigueur des textes légaux et réglementaires : 

« § 1er. La sanction et la promulgation des lois adoptées conformément à l'article 74 de la Constitution, se feront de la manière suivante : 
"PHILIPPE, Roi des Belges, 
A tous, présents et à venir, Salut. 
La Chambre des représentants a adopté et Nous sanctionnons ce qui suit :
(loi)
Promulguons la présente loi, ordonnons qu'elle soit revêtue du sceau de l'Etat et publiée par le Moniteur belge.
FILIP, Koning der Belgen, 
Aan allen die nu zijn en hierna wezen zullen, Onze Groet.
De Kamer van de volksvertegenwoordigers heeft aangenomen en Wij bekrachtigen hetgeen volgt : 
(wet)
Kondigen deze wet af, bevelen dat zij met 's Lands zegel zal worden bekleed en door het Belgisch Staatsblad zal worden bekendgemaakt.  

§ 2. La sanction et la promulgation des lois adoptées conformément aux articles 77 et 78 de la Constitution, se feront de la manière suivante : 
"PHILIPPE, Roi des Belges, 
A tous, présents et à venir, Salut. 
Les Chambres ont adopté et Nous sanctionnons ce qui suit :
(loi)
Promulguons la présente loi, ordonnons qu'elle soit revêtue du sceau de l'Etat et publiée par le Moniteur belge.
FILIP, Koning der Belgen, 
Aan allen die nu zijn en hierna wezen zullen, Onze Groet.
De Kamers hebben aangenomen en Wij bekrachtigen hetgeen volgt : 
(wet)
Kondigen deze wet af, bevelen dat zij met 's Lands zegel zal worden bekleed en door het Belgisch Staatsblad zal worden bekendgemaakt. »

Le § 1er correspond au monocamérisme et le § 2 au bicamérisme.
Les lois peuvent cependant être sanctionnées et promulguées autrement que par le roi en cas de régence (c'est alors le régent qui le fait) et en cas d'interrègne (c'est alors le conseil des ministres qui le fait "au nom du Peuple belge").

#### Les décrets
Les décrets du Parlement flamand, du Parlement de la Communauté française et du Parlement de Wallonie sont promulgués par les gouvernements de ces entités respectives et cela en vertu de l'article 54 de la Loi Spéciale de Réformes Institutionnelles du 8 août 1980 :

« § 1er. La sanction et la promulgation des décrets du Parlement flamand se font de la manière suivante :
"Het Vlaams Parlement heeft aangenomen en Wij, Regering, bekrachtigen hetgeen volgt:
(décret)
Kondigen dit decreet af, bevelen dat het in het Belgisch Staatsblad zal worden bekendgemaakt."
 
§ 2. La sanction et la promulgation des décrets du Parlement de la Communauté française se font de la manière suivante:
"Le Parlement de la Communauté française a adopté et Nous, Gouvernement sanctionnons ce qui suit:
(décret)
Promulguons le présent décret, ordonnons qu'il soit publié au Moniteur belge."

§ 3. La sanction et la promulgation des décrets du Parlement wallon se font de la manière suivante:
"Le Parlement wallon a adopté et Nous, Gouvernement, sanctionnons ce qui suit:
(décret)
Promulgons le présent décret, ordonnons qu'il soit publié au Moniteur belge." »

Les décrets du Parlement de la Communauté germanophone sont promulgués par le Gouvernement de cette communauté, et ce, en vertu de l'article 46 de la Loi de réformes institutionnelles pour la Communauté germanophone du 31 décembre 1983 :

« La sanction et la promulgation des décrets du Parlement se font de la manière suivante:
"Das Parlament der Deutschsprachigen Gemeinschaft hat das Folgende angenommen und wir, Regierung, sanktionnieren es:
DEKRET
Wir fertigen das vorliegende Dekret aus und ordnen an, dass es durch das Belgische Staatsblatt veröffentlicht wird." »

Les décrets du Parlement francophone bruxellois sont promulgués par le Collège de la Commission communautaire française, et ce, en vertu de l'article 4, 4°, du décret du 4 avril 2014 relatif aux compétences de la Communauté française dont l'exercice est transféré à la Région wallonne et à la Commission communautaire française :

« ...la sanction et la promulgation des décrets de l'Assemblée se font de la manière suivante :
"L'Assemblée de la Commission communautaire française a adopté et Nous, Collège, sanctionnons ce qui suit :
(Décret)
Promulguons le présent décret, ordonnons qu'il soit publié au Moniteur belge." »

#### Les ordonnances
Les ordonnances du Parlement de la Région de Bruxelles-Capitale sont promulguées par le Gouvernement de cette région, et ce, en vertu de l'article 32 de la Loi Spéciale relative aux Institutions bruxelloises du 12 janvier 1989 :

« La sanction et la promulgation des ordonnances se font de la manière suivante:
"Le Parlement de la Région de Bruxelles-Capitale a adopté et Nous, Gouvernement, sanctionnons ce qui suit:
(Ordonnance)
Promulguons la présente ordonnance, ordonnons qu'elle soit publiée au Moniteur belge."
"Het Brusselse Hoofdstedelijke Parlement heeft aangenomen en Wij, Regering, bekrachtigen hetgeen volgt:
(Ordonnantie)
Kondigen deze ordonnantie af, bevelen dat ze in het Belgisch Staatsblad zal worden bekendgemaakt." »

Les ordonnances de la COCOM sont promulguées par le collège réuni, et ce, en vertu de l'article 73 § 1er. de la Loi Spéciale relative aux Institutions bruxelloises du 12 janvier 1989 :

« § 1er. La sanction et la promulgation des ordonnances de l'assemblée réunie se font de la manière suivante:
"L'assemblée réunie a adopté et Nous, collège réuni, sanctionnons ce qui suit:
(Ordonnance)
Promulguons la présente ordonnance, ordonnons qu'elle soit publiée au Moniteur belge."
"De verenigde vergadering heeft aangenomen en Wij, verenigd college, bekrachtigen hetgeen volgt:
(Ordonnantie)
Kondigen deze ordonnantie af, bevelen dat ze in het Belgisch Staatsblad zal worden bekendgemaakt". »

### Canada

#### Sanction de lois fédérales canadiennes par le gouverneur-général
Selon le site Web de la Chambre des communes du Canada, « La cérémonie de la sanction royale est l’une des procédures parlementaires les plus anciennes et fait intervenir les trois parties constituantes du Parlement, c’est-à-dire la Couronne, le Sénat et la Chambre des communes. La sanction royale est l’étape que doit franchir un projet de loi avant de devenir officiellement une loi du Parlement. Un projet de loi ne peut pas recevoir la sanction royale s’il n’a pas franchi dans les deux chambres toutes les étapes du processus législatif et s’il n’a pas été adopté par les deux chambres sous une forme identique.
L’octroi de la sanction royale peut s’effectuer de deux façons : soit par une déclaration écrite, soit dans le cadre de la cérémonie traditionnelle de la sanction royale. »

#### Sanction de lois provinciales par le lieutenant-gouverneur
Il existe une cérémonie similaire pour la sanction de lois provinciales par le lieutenant-gouverneur. Selon le site Web de l'Assemblée nationale du Québec : « La sanction suit l’adoption finale et fait du projet de loi une véritable loi. Celle-ci peut entrer en vigueur le jour même ou à un autre moment fixé dans le projet de loi ou décrété par le gouvernement.
La cérémonie de sanction se déroule au cabinet du lieutenant-gouverneur, en présence :
- d’un représentant de la présidence de l’Assemblée
- d’un représentant du secrétaire général de l’Assemblée
- de députés (tous sont invités)
- d’autres personnes conviées par le lieutenant-gouverneur ou par un député.

Les projets de loi sont généralement sanctionnés dans les jours qui suivent leur adoption finale. »

### France
Aux termes de l'article 10 de la Constitution de la Cinquième République française, « Le Président de la République promulgue les lois dans les quinze jours qui suivent la transmission au Gouvernement de la loi définitivement adoptée. Il peut, avant l'expiration de ce délai, demander au Parlement une nouvelle délibération de la loi ou de certains de ses articles. Cette nouvelle délibération ne peut être refusée. »
La promulgation de la loi adoptée par le Parlement est donc une compétence liée : le président de la République ne dispose d'aucun pouvoir de veto, contrairement par exemple au président des États-Unis d'Amérique. 
Le délai de promulgation de quinze jours peut être suspendu, mais seulement de manière temporaire, dans deux cas :
- si le Conseil constitutionnel est saisi sur la constitutionnalité de la loi en application de l'article 61 de la Constitution, le délai de promulgation est suspendu jusqu'à la décision du Conseil, qui peut prendre un mois au maximum ;
- le président peut demander au Parlement d'examiner à nouveau une partie ou la totalité de la loi. Il s'agit d'une compétence propre du président. Toutefois, comme tous les décrets présidentiels hormis ceux qui interviennent dans les cas prévus à l'article 19, cette décision doit être contre-signée et donc acceptée par le Premier ministre.

### Royaume-Uni
Au Royaume-Uni, les textes adoptés par la chambre des Communes doivent recevoir l'assentiment royal (royal assent), aussi synonyme de sanction royale. Néanmoins, le dernier refus de cet assentiment a eu lieu au XVIIIe siècle.